# 俄勒冈之旅
《俄勒冈之旅》（或译“俄勒冈小径”）是原由Don Rawitsch、Bill Heinemann和Paul Dillenberger在1971年开发，明尼苏达计算机教育协会（MECC, Minnesota Educational Computing Consortium/Corporation）在1974年制作的文字式战略游戏。游戏最初为教育学童俄勒冈小径19世纪开拓者的真实生活而设计。玩家扮演马车领队，在1847年指挥他/她的移民团队，乘棚车从密苏里州独立城经过俄勒冈小径到达俄勒冈威拉米特河谷。游戏是俄勒冈小径系列的第一部作品，版权数次易手，由多家开发商和发行商制作了多种版本。游戏还有诸多由此汲取灵感的衍生作品与戏仿作品。
游戏获得极大成功，售出6500万份。游戏收录于书籍《有生之年非玩不可的1001款游戏》中。

## 俄勒冈之旅 卡牌玩法
- 準備

1. 將車隊中所有成員的名字寫在牌子上
2. 將起點(Start)及終點(End)放在桌上，距離約1公尺
3. 將三種卡片, 路徑卡(Trail), 補給卡 (Supply) 及災害卡  (Calamity),區分開來並洗牌
4. 每人發5張路徑卡,自己隨時可以看，但不能打開.
5. 發補給卡,自己隨時可以看，但不能打開.

	6人-每人3張
	5人-每人4張
	3-4人-每人5張
	2人-每人8張
1. 其餘的補給卡，依不同種類(醫藥卡-Medicine, 衣物卡-Clothes, 食物卡-Food, 飲水卡-Clean Water) 分別擺放在補給銀行

- 遊戲

1. 第一位玩家先打出路徑卡，接著起點卡。
2. 其他的玩家可以繼續打路徑卡或補給卡(以解除災難卡)。
3. 路徑卡可以連接堡壘(Fort),城鎮(Town)，起點(Start)及終點(End)。
4. 每一回合，如果有可連接的路徑卡,堡壘或城鎮，玩家必需打出,或者是打出支援卡。
5. 玩家可以不打出支援卡，因為在某些情況，放棄玩家可能有助於團隊到達終點。
6. 若打出的路徑卡沒有指示，那玩家這回合就結束。
7. 若路徑卡有字樣:”Press Spacebar to Continue,”,玩家必需抽一張災難卡，並執行其指示。執行完畢後，此玩家回合才結束。
8. 有些災難卡只影響抽卡者，但也有些災難卡影響整個車隊成員。有些卡有立即的效果，有些則是需要補給卡在一定的時間內解除，如果沒解除就會一直在那。
9. 如果牛車(Wagon)壞了，或是牛死了，那就不能再打出任何的路徑卡直到災難解除。
10. 如果災難卡損失玩家的支援卡，但玩家手上己無支援卡的狀況下，玩家需指定任一其他玩家的任一張補給卡替代。過程不可看卡或討論。
11. 若玩家選擇打出補給卡，則玩家此回合結束。
12. 玩家每回合最多只能使用一張補給卡，除非車隊只剩兩個隊員的情況下，每回合可以使用兩張補給卡。
13. 如果玩家回合沒卡可出時，則需抽一張路徑卡，並結束當次回合。
14. 如果已經沒有路徑卡可抽時，則取出場上每疊路徑卡下面4張牌(留下最上面一張)，洗牌後再抽。
15. 玩家可以在任何時刻以兩張補給卡和銀行交換一張玩家指定的補給卡。亦可以由兩玩家各出一張補給卡作交換，換回之補給卡由玩家決定交給兩玩家中任一玩家。
16. 當有玩家死亡時，則提供最多手上兩張補給卡給其他玩家。
17. 災難卡在期限內不必要立刻移除，但若是在期限內又收到相同的災難卡時，則災難結果立刻生效。
18. 路徑卡上若有河流，則依指示過河，在沒有任一玩家成功渡過河流前，所有玩家都不能打出路徑卡。
19. 打出堡壘卡及城鎮卡可以抽一張補給卡或者移除目前任何一個災難。

- 結束

1. 有任一玩家抵達終點則車全員獲勝。亦即玩成十堆路徑卡(每堆五張)。
2. 全員死亡則遊戲結束。